# Mjóifjörður (Kerlingarfjörður)
Mjóifjörður är en fjord i republiken Island.   Den ligger i regionen Västfjordarna, i den västra delen av landet, 170 km norr om huvudstaden Reykjavík.
Mjóifjörður ligger som en utlöpare längst in i fjorden Kerlingarfjörður på norra sidan av fjorden Breiðafjörður. Fjorden är 700 meter bred och knappt 3 km lång. Namnet betyder ″den smala fjorden″, av mjór, ″smal″.